# Artur Yevgenyevich Anisimov
Bản mẫu:Eastern Slavic name
Artur Yevgenyevich Anisimov (tiếng Nga: Артур Евгеньевич Анисимов; sinh ngày 31 tháng 12 năm 1992) là một thủ môn bóng đá người Nga. Anh thi đấu cho FC Olimpiyets Nizhny Novgorod.

## Sự nghiệp câu lạc bộ
Anh có màn ra mắt tại Russian Second Division cho FC KAMAZ Naberezhnye Chelny vào ngày 8 tháng 9 năm 2012 trong trận đấu với FC Tyumen.